# Limarí (prowincja)
Limarí (hiszp. Provincia de Limarí) – prowincja w Chile, w środkowej części regionu Coquimbo. Stanowi jedną z trzech prowincji regionu. Siedzibą administracyjną jest miasto Ovalle. Funkcję gubernatora pełni Milthon Duarte Soza. Prowincja Elqui ma powierzchnię 16 895,1 km², a w 2002 r. zamieszkiwało w niej 156 000 mieszkańców.

## Podział administracyjny
W skład prowincji wchodzi 5 gmin:
- Combarbalá
- Monte Patria
- Ovalle
- Punitaqui
- Río Hurtado

## Demografia
Zmiana liczby ludności w latach 1992 - 2012 z uwzględnieniem podziału na gminy:
| Gmina        | 1992   | 2002   | zmiana w % | 2012    | zmiana w % |
| ------------ | ------ | ------ | ---------- | ------- | ---------- |
| Combarbalá   | 14.391 | 13.531 | -6,0       | 13.785  | 1,9        |
| Monte Patria | 28.549 | 30.247 | 5,9        | 29.983  | -0,9       |
| Ovalle       | 84.787 | 98.368 | 16,0       | 104.855 | 6,6        |
| Punitaqui    | 8.793  | 9.553  | 8,6        | 10.236  | 7,1        |
| Río Hurtado  | 5.133  | 4.770  | -7,1       | 4.132   | -13,4      |

## Region winiarski Dolina Limarí
Dolina Limarí znajduje się w chilijskim systemie apelacji i jest prawnie zdefiniowanym i chronionym obszarem geograficznym określającym pochodzenie winogron używanych do produkcji win (denominacíon de origen - DO). Dolina znajduje się 470 km na północ od Santiago w centralnej części regionu Coquimbo. Po raz pierwszy winorośle posadzono tu w połowie XVI wieku. Obszar ten znany jest z produkcji win ze szczepów sauvignon, chardonnay, syrah i pinot noir.
Dolina Limarí jest ważnym ośrodkiem uprawy winogron do produkcji tradycyjnego winiaku pisco.